# Andrej Karelin

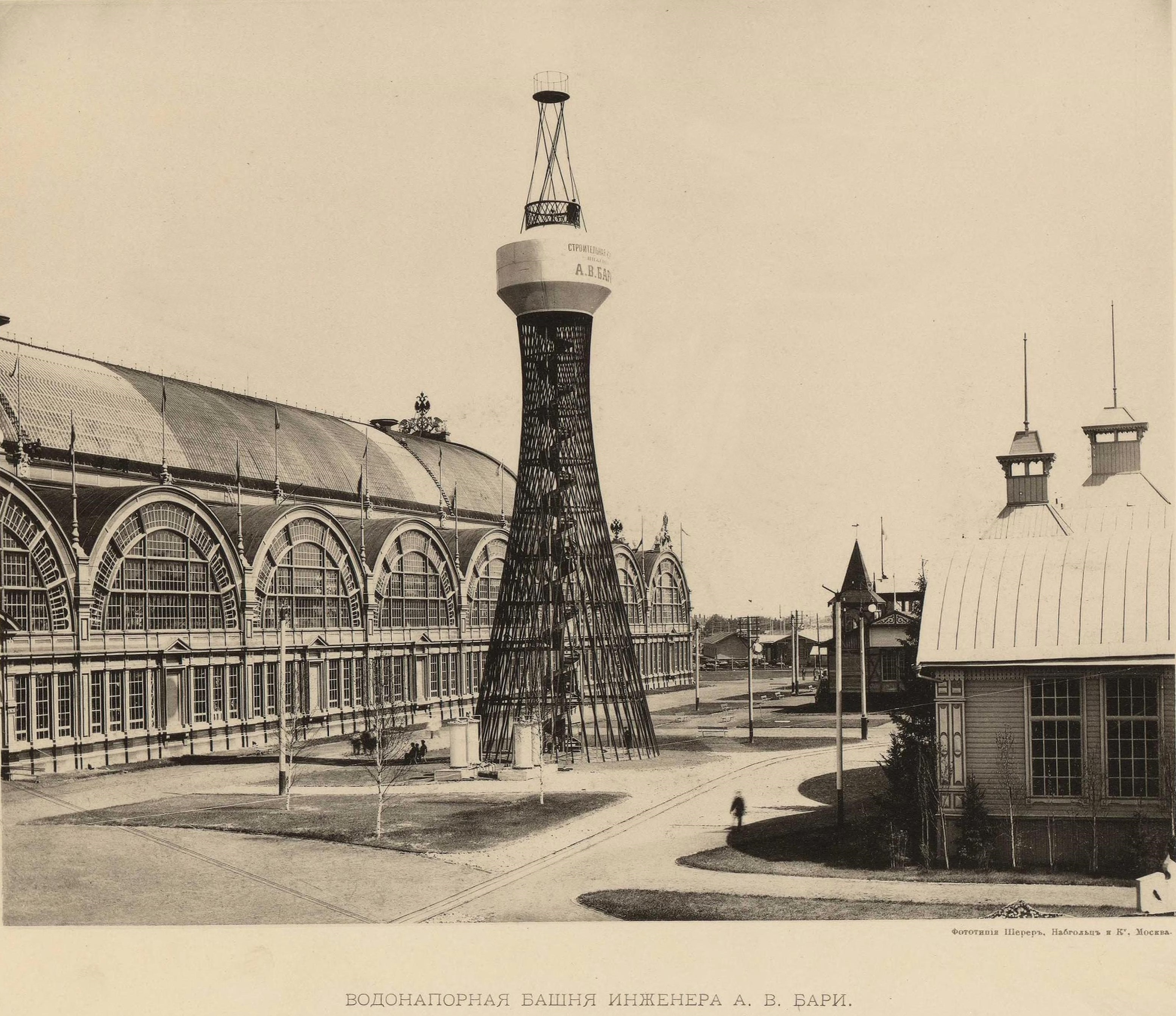
První hyperboloidní věž na světě, Vladimir Šuchov Nižnij Novgorod 1896

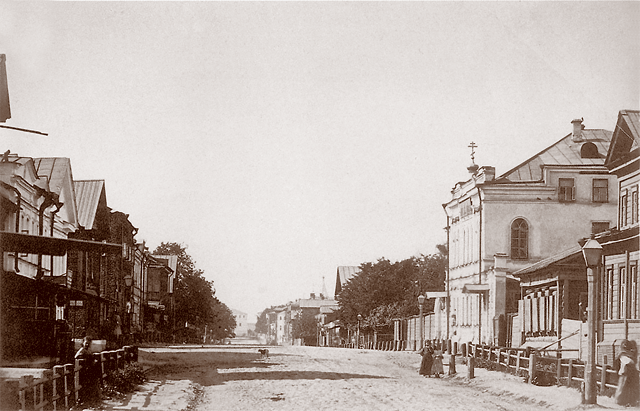
Varvarská ulice, Nižnij Novgorod, asi 1870

Andrej Osipovič Karelin (rusky Андре́й О́сипович Каре́лин, 16. července greg. / 4. července jul. 1837 – 12. srpna 1906) byl ruský malíř a fotograf, který založil žánr umělecké fotografie. Věnoval se portrétní fotografii a fotografii architektury, především v oblasti Nižního Novgorodu.

## Životopis
Narodil se 4. (16.) července 1837 ve vojenské osadě v Tambovské gubernii jako nemanželský syn Taťjany Ivanbovny Karelinové.
V roce 1847 byl poslán do Tambova, aby tam studoval ikonografii. V roce 1857 vstoupil na Petrohradskou akademii umění. Během této doby začal studovat fotografii. V roce 1863 Karelin vyhrál dvě malé stříbrné medaile Akademie výtvarných umění za „úspěch v kreslení náčrtu z přírody a kreslení podle přírody“. V roce 1864 dokončil studium a věnoval se profesi svobodného umělce.
V roce 1865 se svou manželkou Jevgenijí Nikitičnou a dětmi Ludmilou a Apollonem odstěhovali z Petrohradu do Kostromy. V Kostromě se věnoval portrétní malbě, ze které také dával výukové lekce. Současně pracoval ve fotografickém studiu Michaila Petroviče Nastjukova. V roce 1866 mu při porodu syna Andrejeva zemřela žena. Brzy poté se Karelin se třemi dětmi a svou druhou manželkou Olgou Grigorjevnou, rozenou Lermontovou (příbuzné Michaila Jurjeviče Lermontova) se odstěhovali do Nižního Novgorodu. V roce 1892 v rodině žila v ulici Mukovského v domě Gubina. V Nižním Novgorodu se jim narodily tři děti: Olga, Taťjana a Raphael.
V Nižním Novgorodu otevřel také vlastní školu kreslení, ve které učil až do roku 1905.
V roce 1869 otevřel fotografický ateliér s názvem Fotografie a malba (Фотография и живопись), který se vyznačoval tím, že byl velmi dlouhý. V něm pomocí objektivů s dlouhou ohniskovou vzdáleností portrétoval sedící osoby z velkého odstupu tak, aby nedocházelo k perspektivnímu zkreslení postavy.
V roce 1870 Karelin spolu s malířem Ivanem Šiškinem vytvořili fotografické album „Nižnij Novgorod“. Na veletrhu ve městě si postavil vlastní pavilon, kde na projektu neustále pracovali.
V roce 1873 se účastnil VI. Mezinárodní výstavy umělecké fotografie ve Vídni.
V roce 1876 získal Velkou stříbrnou medaili za své portréty a fotografie přírody na speciální expozici francouzské fotografické společnosti v Paříži. Získal také bronzovou medaili na Světové výstavě ve Philadelphii věnované 100. výročí osvobození států Severní Ameriky a na speciální výstavě Edinburské fotografické společnosti získal diplom a zlatou medaili od Královské akademie v Edinburghu.
Roku 1878 se Karelin stal členem francouzské Národní akademie umění. Získal diplom od francouzské fotografické společnosti a zlatou medaili na Světové výstavě v Paříži.
V roce 1879 mu car Alexandr III. udělil zlatou medaili, kterou mohl nosit zavěšenou na krku „za účast na pařížské světové výstavě“, kromě toho mu byl udělen čestný diplom z Národní akademie zemědělství, textilního průmyslu a obchodu.
Později byl několikrát oceněn na různých výstavách. V roce 1886 vydal „Pohledy Nižního Novgorodu.“ Během roku 1887 se mu poblíž Jurjevce v Ivanovské oblasti podařilo udělat sérii fotografií úplného zatmění Slunce.
V roce 1898 předváděli na školách diapozitivy pomocí laterny magicy.
Karelin byl členem velkého počtu různých společností: od Nižního Novgorodu Společnost pro milovníky umění, až po Královskou společnost přírodovědců, antropologie a etnografie.
Zemřel 12. srpna 1906 a byl pohřben na hřbitově kláštera Svatého Kříže v Nižním Novgorodu.

## Galerie

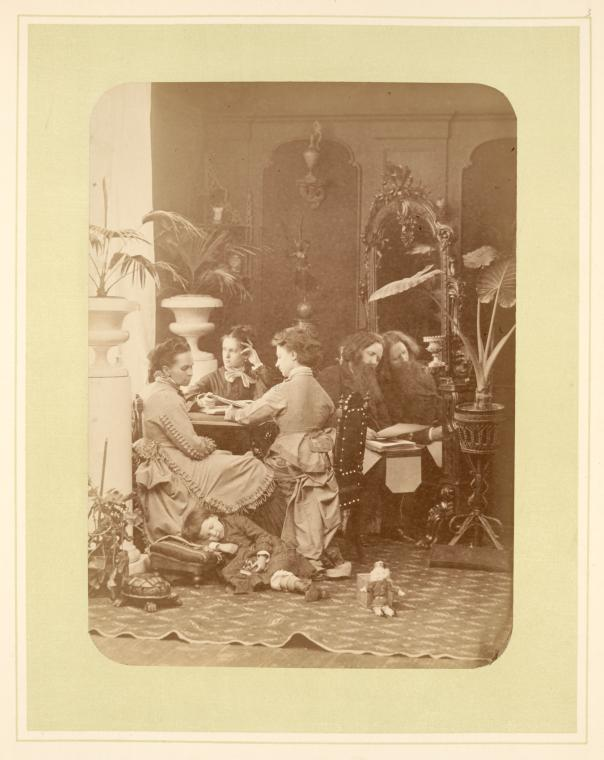
Rodina umělce
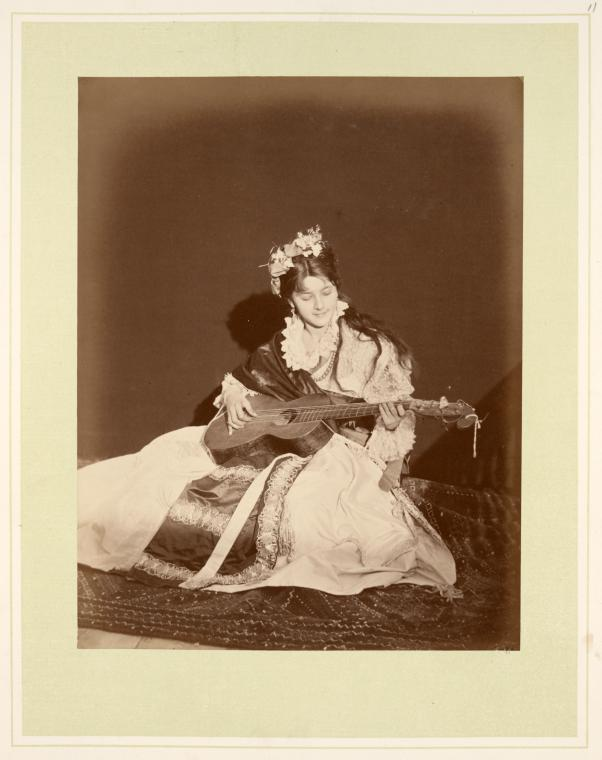
Dívka s kytarou
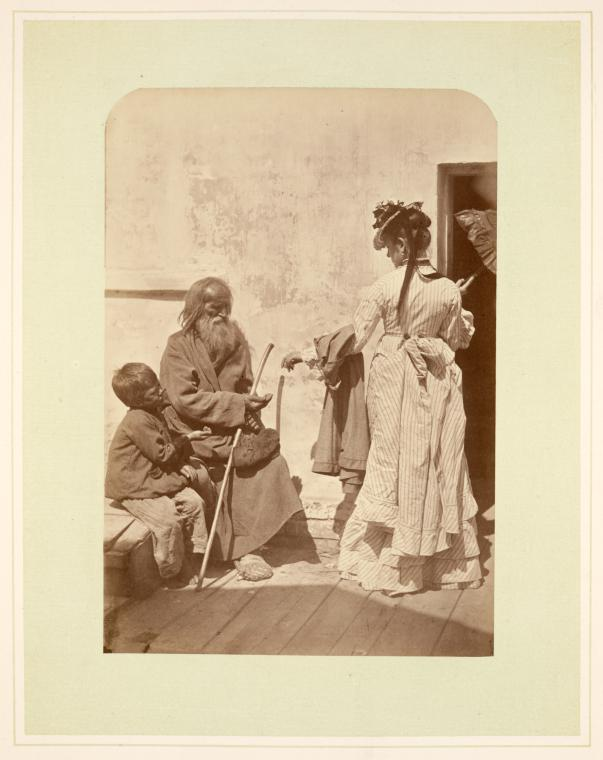
Štědrost
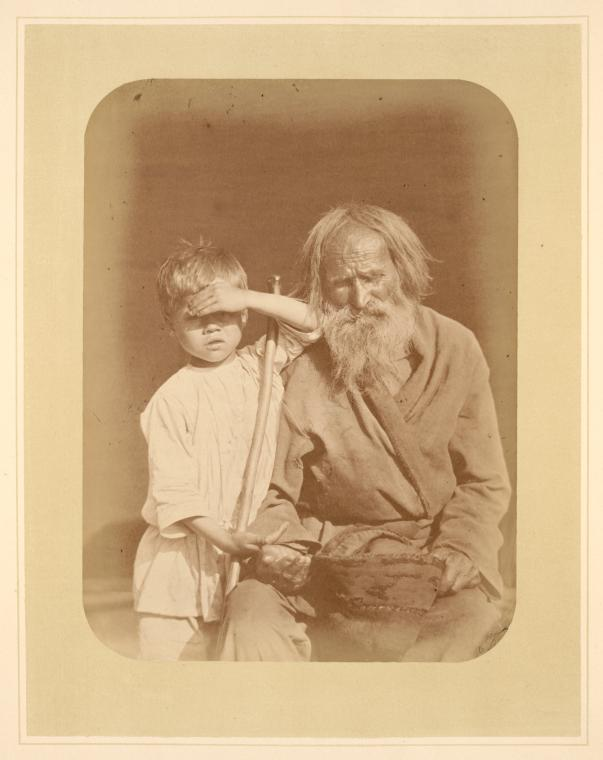
Žebrající muž s chlapcem
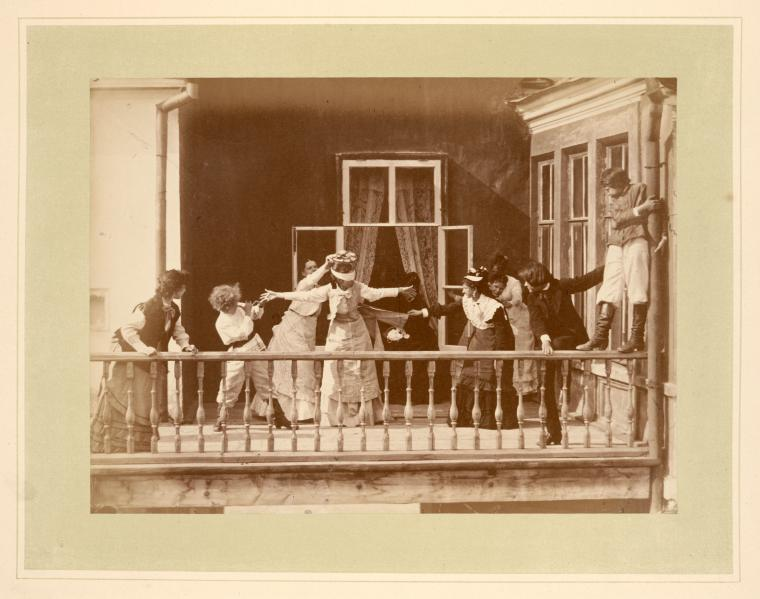
Hra na slepou bábu
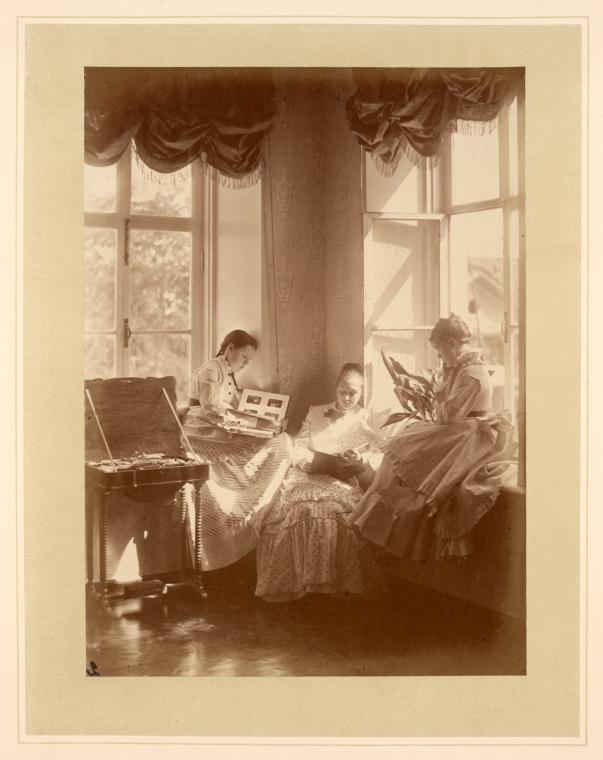
Tři dívky s fotografickými alby
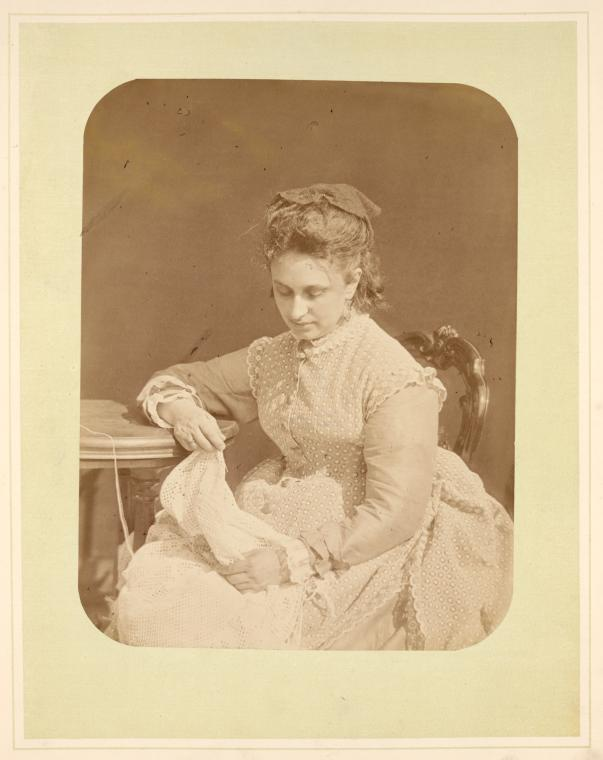
Ruská žena s vyšíváním
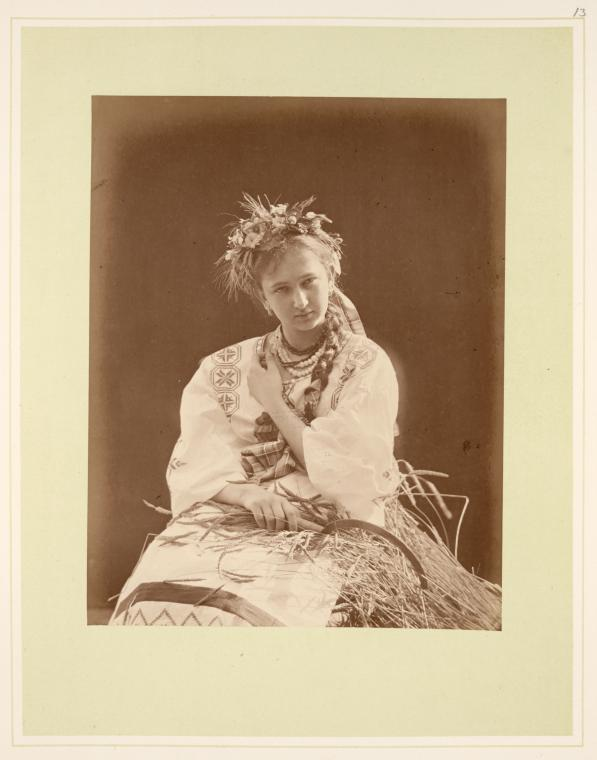
Vesnická dívka